# Nederlandse Bond van Oud-Strijders - Veteranen Legioen Nederland
De Nederlandse Bond van Oud-Strijders - Veteranen Legioen Nederland was een organisatie van Nederlandse veteranen uit verschillende militaire conflicten in de 20e eeuw.
Het Veteranen Legioen Nederland was een organisatie van Nederlandse veteranen uit diverse conflicten: de Eerste Wereldoorlog, de Tweede Wereldoorlog, De Politionele acties, de Korea-oorlog en de strijd om Nieuw-Guinea in 1962. 
Dit Veteranen Legioen Nederland fuseerde op 7 oktober 1978 met de Nederlandse Bond voor Oud-Strijders en Dragers van het Mobilisatiekruis, zelf weer een in 1950 ontstaan uit de fusie van de Nederlandse Bond voor Oud-Strijders en de Nationale Bond "Het Mobilisatiekruis 1914-1918. Zo ontstond de Nederlandse Bond van Oud-Strijders - Veteranen Legioen Nederland.
De oudste van deze twee bonden, de Nationale Bond "Het Mobilisatiekruis 1914-1918", stamde van vlak na de Eerste Wereldoorlog toen Nederland weliswaar neutraal was maar een groot paraat leger bezat om die neutraliteit te kunnen handhaven. Voor de gemobiliseerden in de Eerste Wereldoorlog was een Mobilisatiekruis ingesteld. Niet alle indertijd gemobiliseerden bezaten dat kruis omdat men het zelf moest aanvragen en zelf moest betalen.
Het Veteranen Legioen Nederland fuseerde op zijn beurt met de Nederlandse Bond voor Oud-Strijders en ging nu Nederlandse Bond van Oud-Strijders - Veteranen Legioen Nederland heten. Er waren nu nog maar weinig dragers van het Mobilisatiekruis in leven.  Van 1983 tot 1986 was er een Verenigingskruis van Verdienste van de Nederlandse Bond van Oud-Strijders - Veteranen Legioen Nederland. 
Op 10 mei 1986 werd de naam opnieuw gewijzigd: de bond heet sindsdien de Bond van Wapenbroeders. Deze bond staat open voor veteranen uit alle conflicten al zijn er nu geen overlevende gemobiliseerden uit de Eerste Wereldoorlog meer in leven.